# Печары (Витебская область)
Печары (бел. Пячары) — упразднённый населённый пункт в Браславском районе Витебской области Беларуси.

## География
Урочище находится в западной части Витебской области, к северу от озера Укля, на расстоянии приблизительно 13 километров (по прямой) к востоко-юго-востоку от города Браслав, административного центра района. Абсолютная высота — 150 метров над уровнем моря.

## История
По состоянию на 1905 год, в застенке Печары проживало 28 человек (14 мужчин и 14 женщин). В административном отношении входил в состав Иодской волости Дисненского уезда Виленской губернии.
В 1921 году застенок входил в состав гмины Йоды Дисенского повета Виленского воеводства Второй Польской республики. Числилось 17 жителей (8 мужчин и 9 женщин), проживавших в 3 домах. В этническом составе населения того периода поляки составляли 100 %. В конфессиональном составе населения преобладали православные христиане (94 %), также были представлены католики (6 %).